# Stazione di Longchamps
La stazione di Longchamps (Estación Longchamps in spagnolo) è una stazione ferroviaria della linea Roca situata nell'omonima città della provincia di Buenos Aires.

## Storia
La stazione fu aperta al traffico il 10 agosto 1910.